# Lantz Arena
El Lantz Arena es un pabellón con capacidad para 5300 espectadores situado en la ciudad de Charleston, Illinois (Estados Unidos), y es el escenario donde disputa sus encuentros como local el equipo de baloncesto Panthers de Illinois, que participa en la NCAA universitaria.
- Datos: Q967237